# Алексеева, Римма Сергеевна
Римма Сергеевна Алексеевна — советский хозяйственный и политический деятель.

## Биография
Родилась в 1922 году в Тутаеве. Член КПСС.
Окончила Челябинский медицинский институт.
В 1942—1947 гг. — медсестра станции скорой помощи Челябинска, медсестра здравпункта завода «Калибр».
В 1947—1951 гг. — бактериолог, заведующая лабораторией Челябинской областной санитарно-эпидемической станции.
В 1951—1955 гг. — главный санитарный врач Челябинской области.
В 1955—1968 гг. — начальник отдела здравоохранения Челябинского облисполкома.
Заслуженный врач РСФСР (01.03.1966).
В 1968—1982 гг. — заместитель председателя Челябинского облисполкома.
В 1982—2000 гг. — преподаватель кафедры социальной гигиены и организации здравоохранения в Уральском институте усовершенствования врачей.
Делегат XXII съезда КПСС.
Умерла в 2013 году в Челябинске.

## Награды
- Орден Трудового Красного Знамени (трижды)
- Орден Знак Почёта (дважды)